# 쉬드코모에주

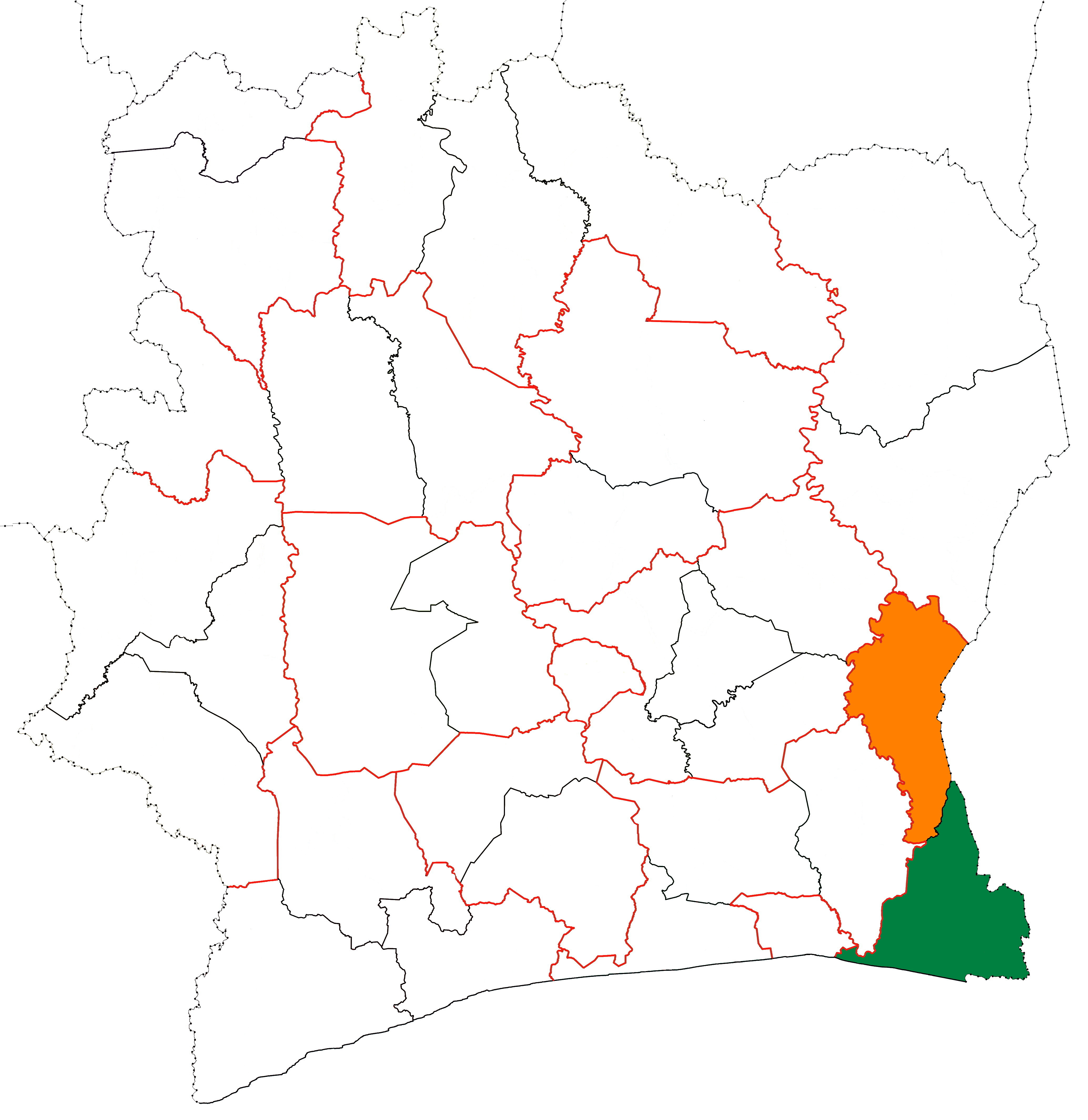
코트디부아르 지도에 표시된 코모에구(녹색+주황색)와 쉬드코모에주(녹색)의 위치

쉬드코모에주(프랑스어: Sud-Comoé)는 코트디부아르 남동부에 위치한 주로 주도는 아부아소(Aboisso)이며 면적은 6,250km2, 인구는 536,500명(2002년 기준)이다. 2011년에 실시된 코트디부아르의 행정 구역 개편에 따라 코모에구에 속하게 되었다. 4개 도(아부아소도, 아디아케도, 그랑바삼도, 티아품도)를 관할한다.